# 奇科皮 (喬治亞州)
奇科皮（英語：Chicopee）是位於美國喬治亞州霍爾縣的一個非建制地區。該地的面積和人口皆未知。

## 地理
奇科皮的座標為34°15′12″N 83°50′37″W / 34.25333°N 83.84361°W，而該地的平均海拔高度為376米（即1234英尺）。